# Ziua Libertății Documentelor

Logo

Ziua Libertății Documentelor (în engleză Document Freedom Day) este o campanie internațională coordonată de organizația Free Software Foundation Europe (Fundația pentru Programe Libere din Europa) și organizată de grupuri din întreaga lume cu scopul de a aduce în atenția publicului formatele digitale libere și importanța respectării lor.
În această zi, celebrată pentru prima dată la 26 martie 2008, și reluată anual în ultima zi de miercuri a lunii martie, sunt organizate întâlniri și campanii de informare publică, în care se explică de ce este important ca fișierele nou create să fie salvate doar în formate deschise (PDF, OpenDocument, HTML, Scalable Vector Graphics, WebM, Ogg, ș.a.) și nu în formate proprietare, care nu permit interoperabiliatea și fac utilizatorii să fie dependenți de software-ul unui anumit producător (AutoDesk, Microsoft, Adobe, Corel ș.a.)
Astfel, atunci când fișierele anexate scrisorilor electronice nu sunt într-un format standard, destinatarul este de multe ori obligat să folosească exact același program ca și expeditorul, dar respectivul program nu este întotdeauna liber, caz în care destinatarul, fie el persoană fizică, instituție publică sau companie, este nevoit să achiziționeze programul sau pachetul de programe la prețul stabilit de unicul proprietar.
Standardele deschise și formatele libere sunt standarde și specificații publice și complete, disponibile oricui, pentru implementare fără restricții și de aceea, sunt esențiale pentru libertatea utilizatorilor de calculator. Fișierele în formate libere pot fi accesate și modificate de utilizatori cu programe și de pe sisteme de operare diferite de cele pe care le-au folosit autorii la crearea fișierelor. Doar respectând standardele deschise, guvernele pot garanta tuturor cetățenilor dreptul la acces nediscriminatoriu la informația publică.

## Implementarea softului liber
Guvernul României, prin Ministerul Comunicațiilor și Tehnologiei Informației, a publicat în 2008 un Ghid privind realizarea paginilor web pentru administrația publică centrală și locală din România, în care în capitolul "Recomandări privind site-urile web aparținând autorităților și instituțiilor publice din administrația publică centrală și locală" a făcut un prim pas, recomandând că: pentru documentele publicate în vederea descărcării și consultării se va folosi formatul PDF iar pentru documentele publicate în vederea descărcării și editării se vor folosi formatele DOC, DOCX sau ODF.
Popularitatea formatului ODF a crescut considerabil de când NATO îl folosește ca standard obligatoriu pentru toate cele 28 de state membre, printre care și România. Pe de altă parte, Brazilia, Croația, Danemarca, Ecuador, Ungaria, Italia, Malaezia, Rusia, Coreea de Sud, Africa de Sud și Suedia urmează o politică strictă de folosire a formatului liber ODF ca standard unic în sectorul public. Oficialii guvernamentali din Franța și SUA au recomandat încă din 2006 adoptarea ODF ca standard pentru guverne. Comisarul european pentru agenda media, Neelie Kroes, a anunțat în iunie 2010 introducerea unui program de consiliere a statelor membre, destinat dezvoltării utilizării de softuri open source, motivând că folosirea de softuri protejate, contra-cost, reprezintă "o risipă de bani publici pe care majoritatea administrațiilor nu și-o mai permit".

## Extinderea evenimentului
Dacă la evenimentul Ziua Libertății Documentelor organizat la 28 martie 2012 au participat 54 de grupuri în 23 de state, la cel din 27 martie 2013 au participat 50 de grupuri în 30 de state.